# Paul Matter
Paul Matter, född den 19 december 1865 i Paris, död där den 12 mars 1938, var en fransk jurist och historiker.
Matter var juris doktor, generaladvokat vid kassationsdomstolen i Paris och lärare vid École Libre des Sciences Politiques. Han skrev bland annat La Prusse et la revolution de 1848 (1903), det utförliga, prisbelönta arbetet Bismarck et son temps (3 band, 1905-1908; 2:a upplagan 1912-1917) och Gambetta (1923) samt ett stort arbete, Cavour et l'unité italienne (3 band, 1922-1927).